# Arco do triunfo

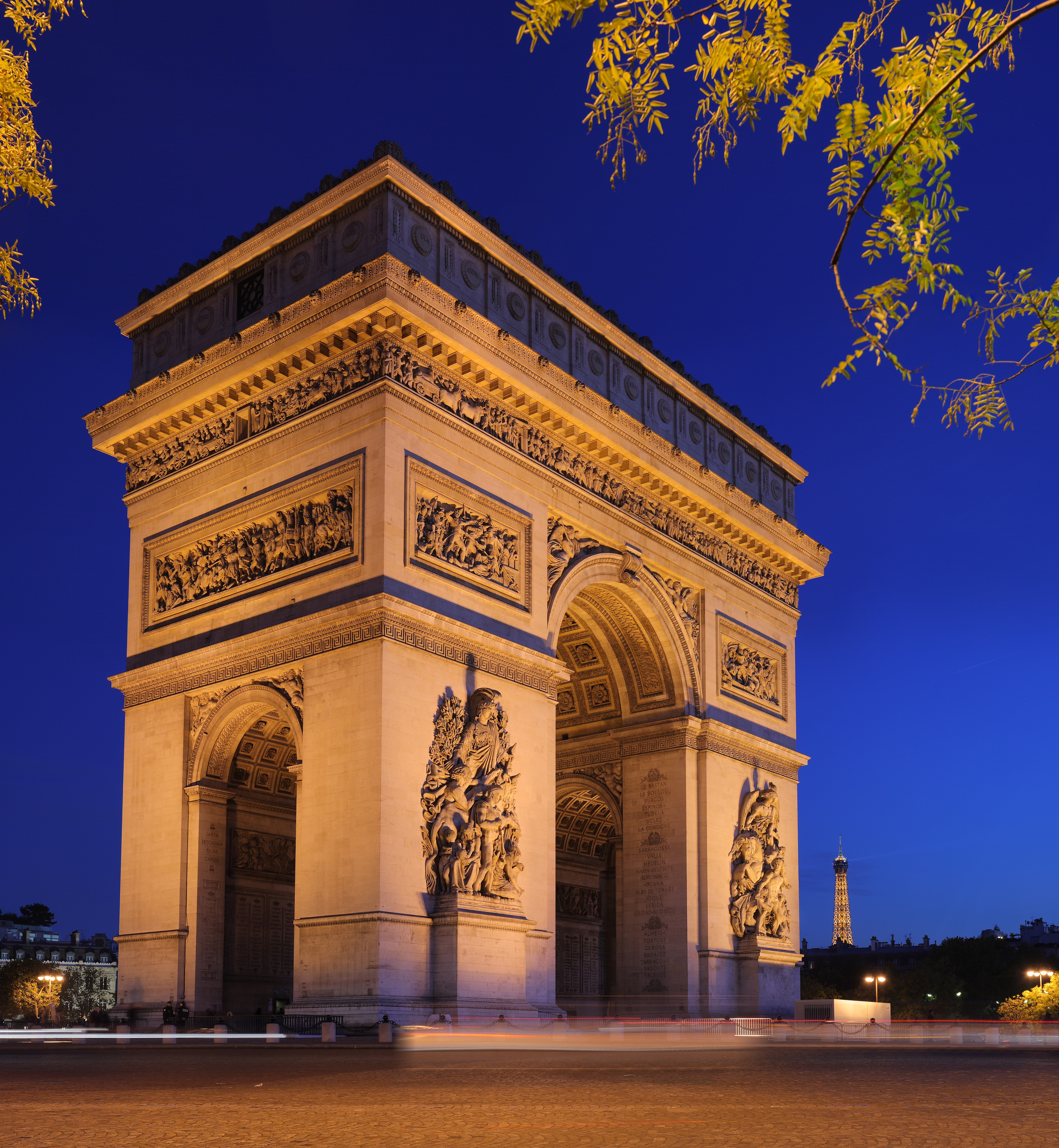
Arco do Triunfo, em Paris, provavelmente o mais conhecido arco triunfal do mundo.

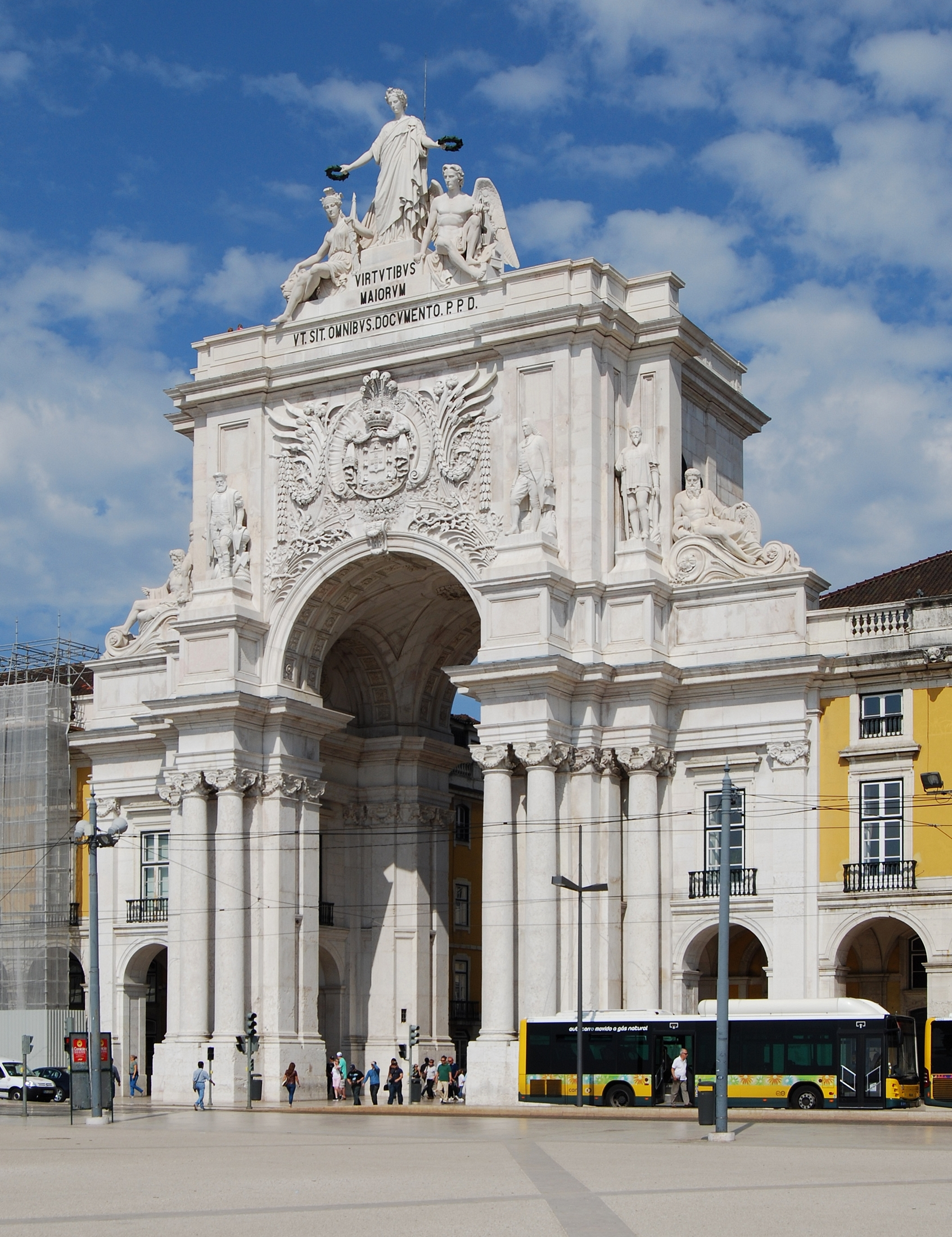
Arco da Rua Augusta, em Lisboa.

Arco triunfal ou arco do triunfo é uma estrutura monumental no formato de um arco com uma ou mais passagens, geralmente projetado para ter a largura de uma estrada ou de uma rua. Em sua forma mais simples, consiste em dois poderosos pilares sustentando um arco, coroado por um entablamento plano ou um ático no qual estátuas ou inscrições monumentais podem estar instaladas. A estrutura principal é geralmente decorada com esculturas, relevos e dedicatórias. Arcos triunfais mais elaborados podem ter mais de uma passagem em múltiplas direções.
O arco triunfal é um dos mais influentes e característicos tipos de construção associado à Roma Antiga. Apesar de se acreditar que tenham sido inventados pelos romanos, o arco triunfal tem sido utilizado para comemorar generais vitoriosos ou importantes eventos públicos, como a fundação de novas colônias, a construção de uma estrada ou ponte, a morte de um membro da família imperial ou a ascensão de um novo imperador.
A sobrevivência de grandes arcos triunfais, como o Arco de Tito, inspiraram muitos estados e governantes posteriores, até os dias de hoje, a construírem seus próprios arcos emulando os romanos. Arcos em estilo romano já foram construídos em muitas cidades ao redor do mundo, especialmente o Arco do Triunfo de Paris, o Arco Triunfal de Narva, em São Petersburgo, o Arco de Wellington em Londres e o Portão da Índia em Déli.
Na arquitetura de catedrais e grandes igrejas, um arco triunfal é o que emoldura a entrada do presbitério, separando-o da nave.

## Origens e desenvolvimento

### Arcos triunfais romanos
O desenvolvimento arco triunfal está geralmente associado à arquitetura da Roma Antiga, mas sua origem é incerta. Entretanto, para compreender completamente este desenvolvimento é importante compreender a importância dos arcos básicos da civilização romana, que aprendeu a construir arcos efetivos com os etruscos da Itália central. Este conhecimento teve um enorme impacto na arquitetura romana e, como resultado, os romanos passaram a utilizar arcos em aquedutos, anfiteatros e templos. É possível inferir que um arco serviria, portanto, como um símbolo perfeito para o triunfo dos romanos e a perfeição de sua sociedade. Portões monumentais já vinham sendo utilizados por séculos por civilizações como os hititas, assírios, babilônios e micênios.
Houve precursores ao arco triunfal dentro do próprio mundo romano; na Itália, os etruscos utilizaram de forma elaborada arcos simples como portões para suas cidades. Exemplos de arcos etruscos ainda existente ainda podem ser vistos em Perúgia e Volterra. Dois elementos fundamentais para um arco triunfal — um arco semicircular e um entablamento plano — já vinham sendo utilizados por séculos como elementos arquiteturais distintos na Grécia Antiga. Os gregos fizeram, comparativamente, pouco ou nenhum uso do arco, confinando-o a estruturas como túmulos e esgotos, que sofriam pressões exteriores, mas fizeram uso extensivo de entablamentos em seus templos. Eles eram uma parte essencial da estrutura destes edifícios, pois eram utilizados para apoiar o teto. A grande inovação dos romanos foi combinar um arco curvo com um entablamento quadrado em uma única estrutura auto-sustentada. As colunas se tornaram puramente elementos decorativos nas fachadas do arco enquanto que o entablamento, libertado de seu papel de suporte, tornou-se a moldura para mensagens cívicas ou religiosas que os construtores queriam transmitir.
O primeiro arco triunfal romano registrado foi construído na época da República Romana. Generais que recebiam um triunfo eram chamados de triunfadores (em latim: triumphatores) e podiam construir fórnices (em latim: fornix), que eram arcos honoríficos com estátuas comemorando suas vitórias. Diversos destes fórnices foram construídos em Roma na era republicana e Lúcio Estericino erigiu dois em 196 a.C. para comemorar suas vitórias na Hispânia. Outro foi construído no Monte Capitolino por Cipião Africano em 190 a.C. e Quinto Fábio Máximo Alobrógico construiu um no Fórum Romano em 121 a.C.. Nenhum deles sobreviveu e pouco se sabe sobre como se pareciam.
As práticas triunfais romanas mudaram significativamente no período imperial, quando o primeiro imperador, Augusto, decretou que apenas imperadores receberiam triunfos. O termo fórnice abruptamente deixou de ser utilizado e foi substituído por arcus, do qual o termo português "arco" deriva. Assim, enquanto os fórnices republicanos eram construídos por iniciativa e às custas do triunfador, sem necessidade de permissão, os arcos triunfais imperiais passaram a ser erigidos "para" o triunfador por decreto do senado. O arco triunfal transformou-se, desta forma, de um monumento pessoal em uma peça essencialmente propagandística, que servia para anunciar e promover a presença do governante e as leis do estado.
Os arcos não eram sempre construídos como entradas, mas — ao contrário de muitos arcos triunfais modernos — eram frequentemente erigidos em cruzamentos e tinham por objetivo que se passasse através dele e não à volta.

Tipos de arco
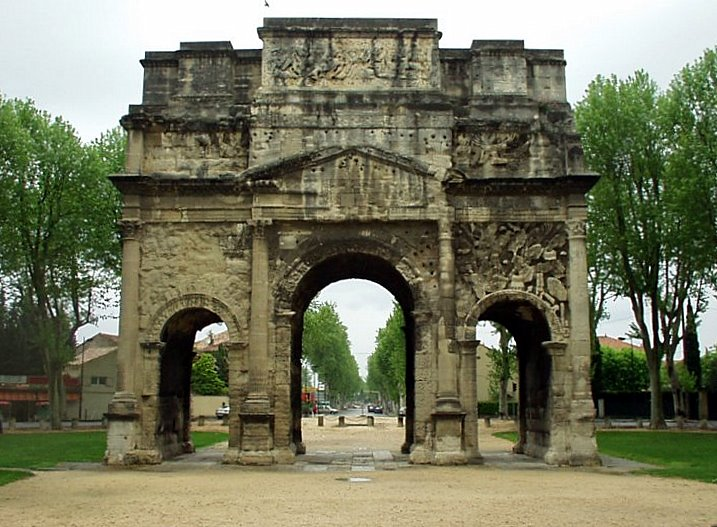
Arco Triunfal de Orange, o mais antigo (14) arco triunfal triplo romano sobrevivente.
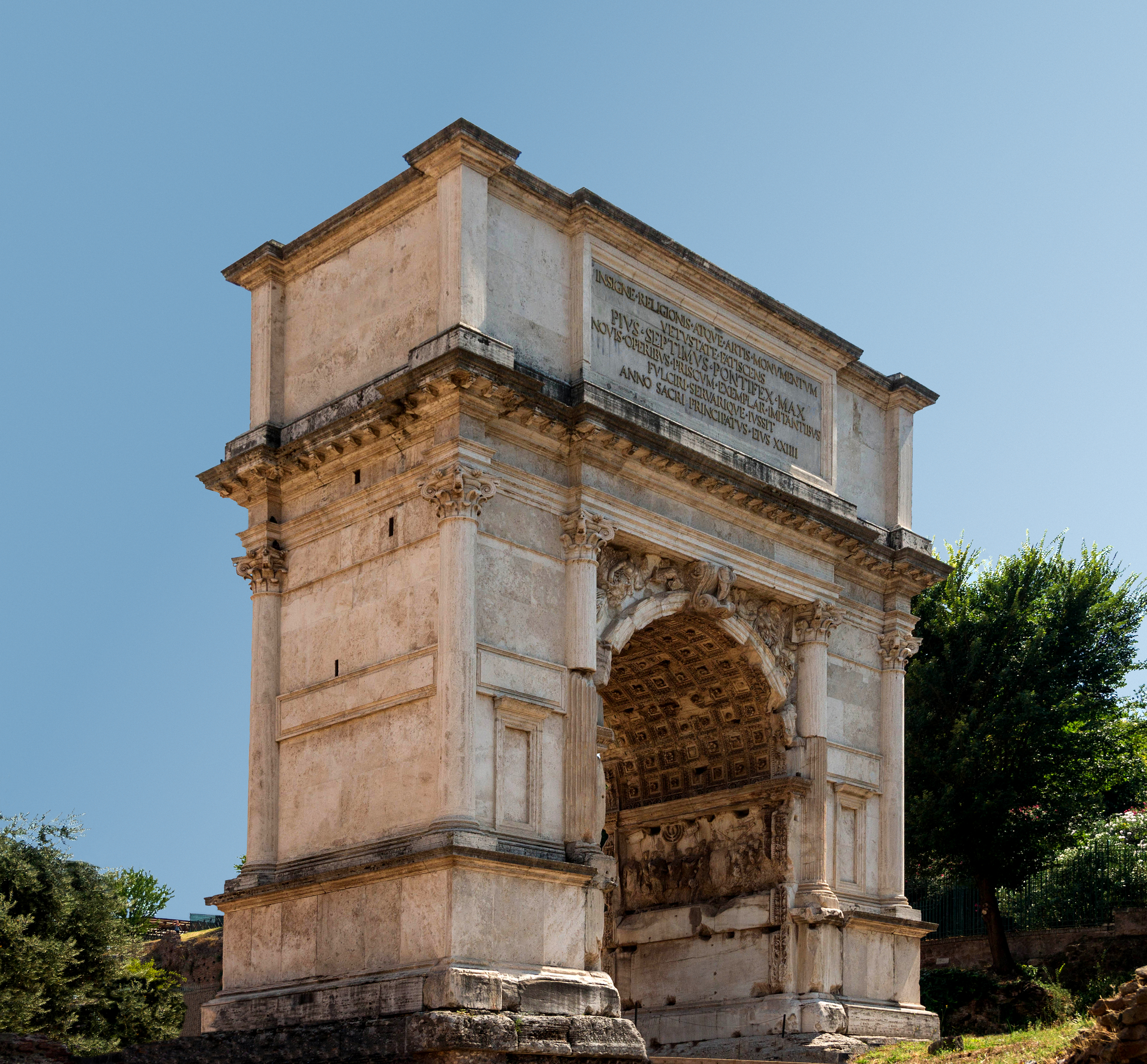
Arco de Tito, no Fórum Romano, um antigo (82) arco triunfal imperial romano com apenas uma passagem.
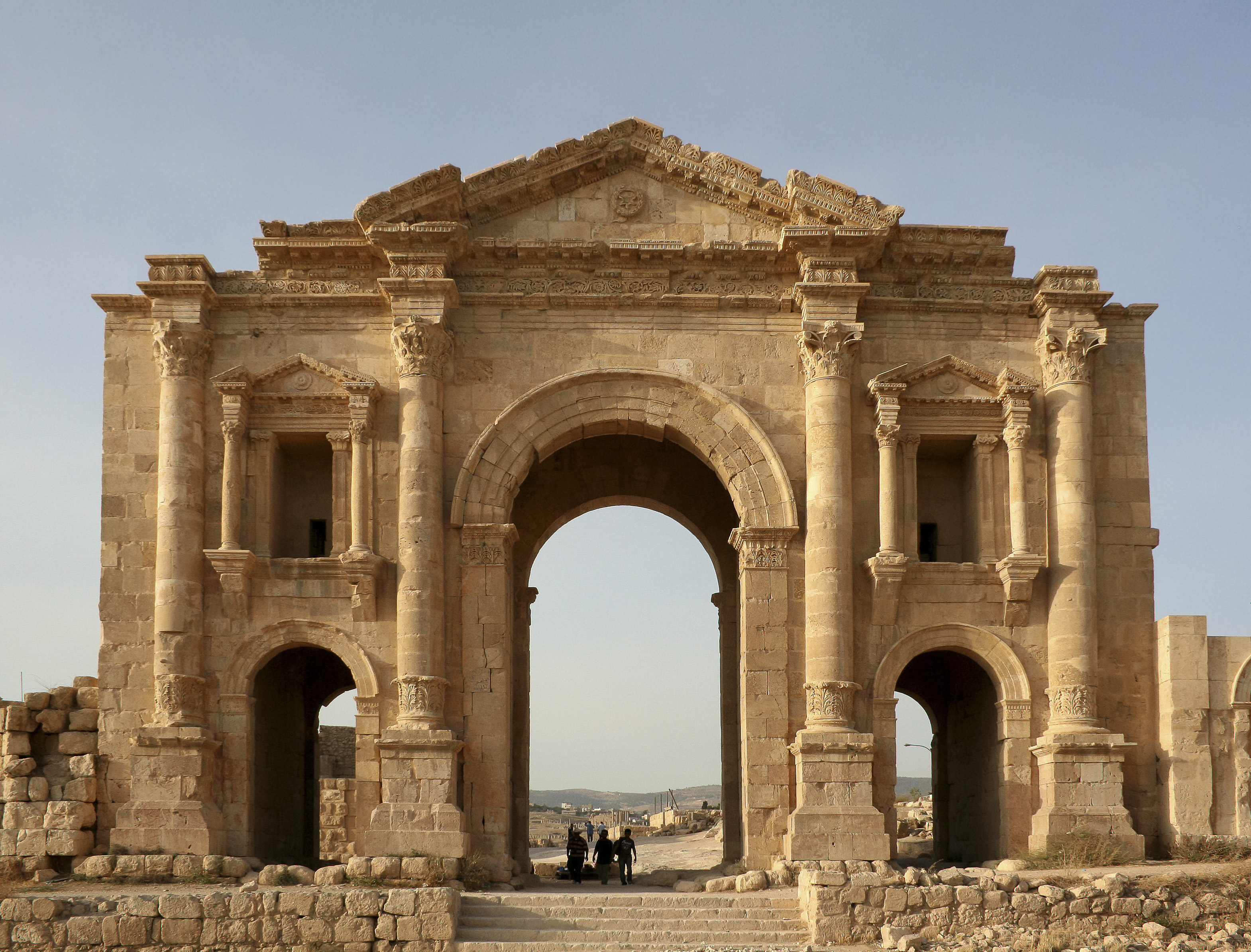
Arco de Adriano, em Gérasa, na Jordânia, de 129-30.
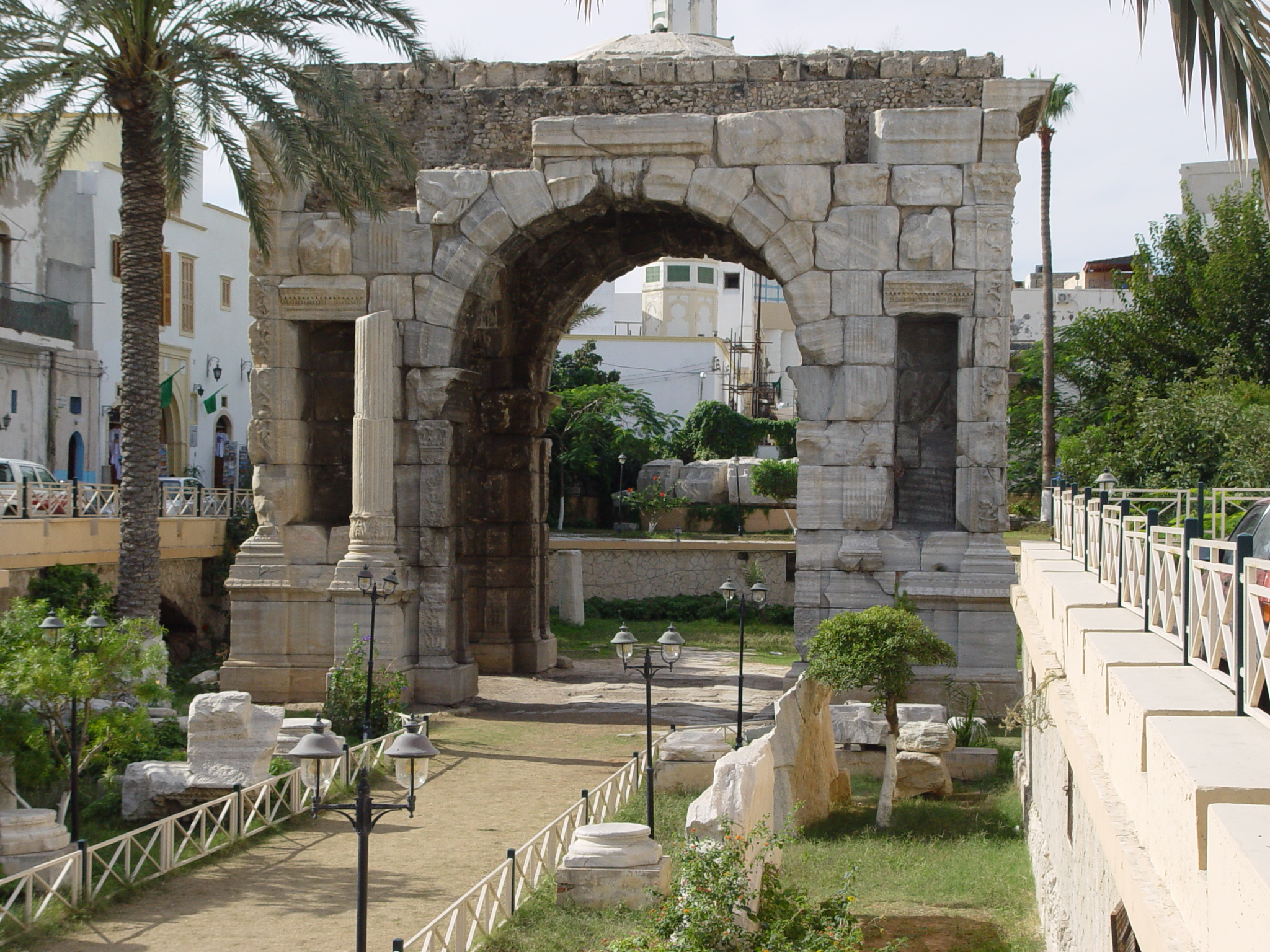
Arco de Marco Aurélio, em Trípoli, na Líbia, de 165.
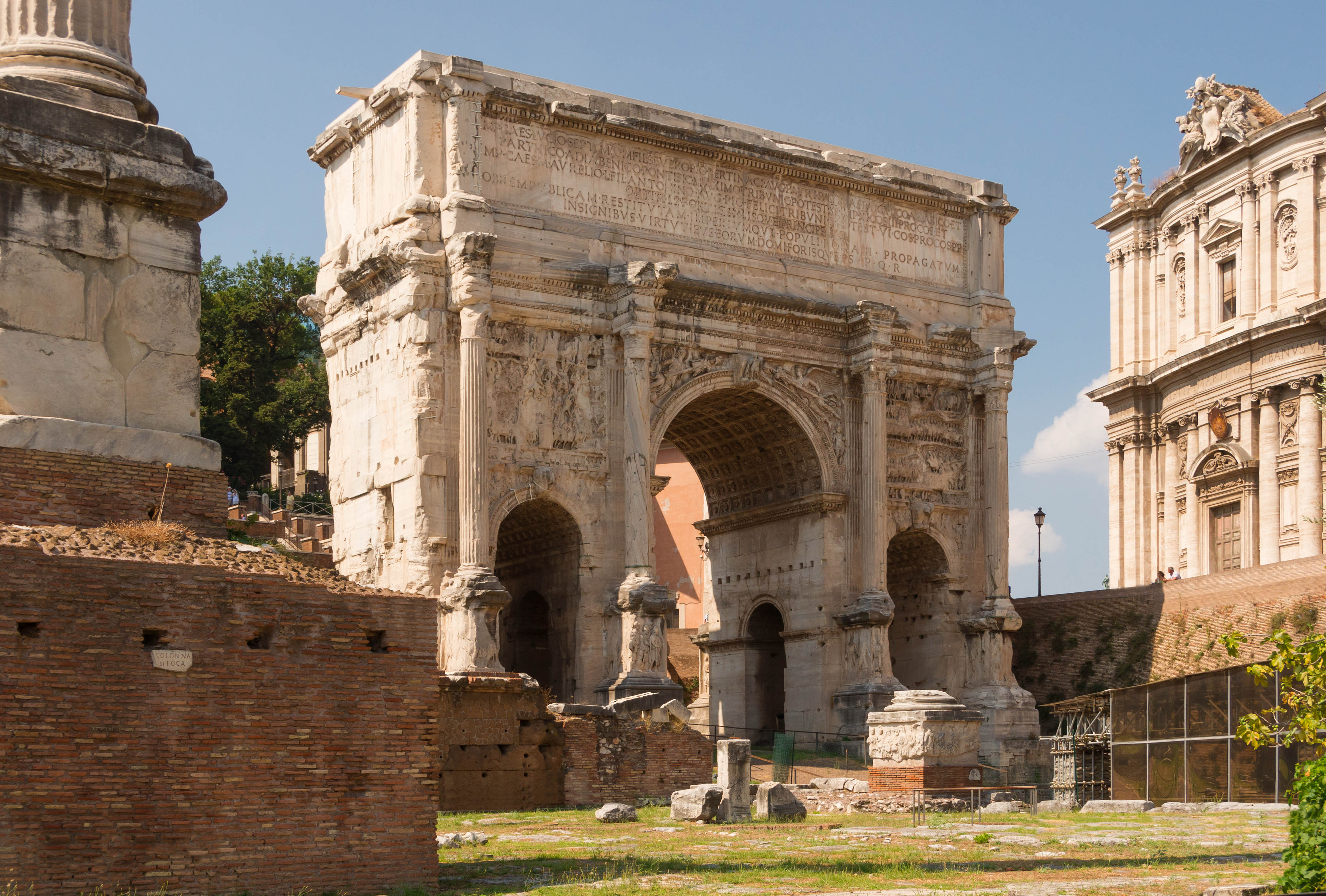
Arco de Sétimo Severo (203), um arco triplo no Fórum Romano.
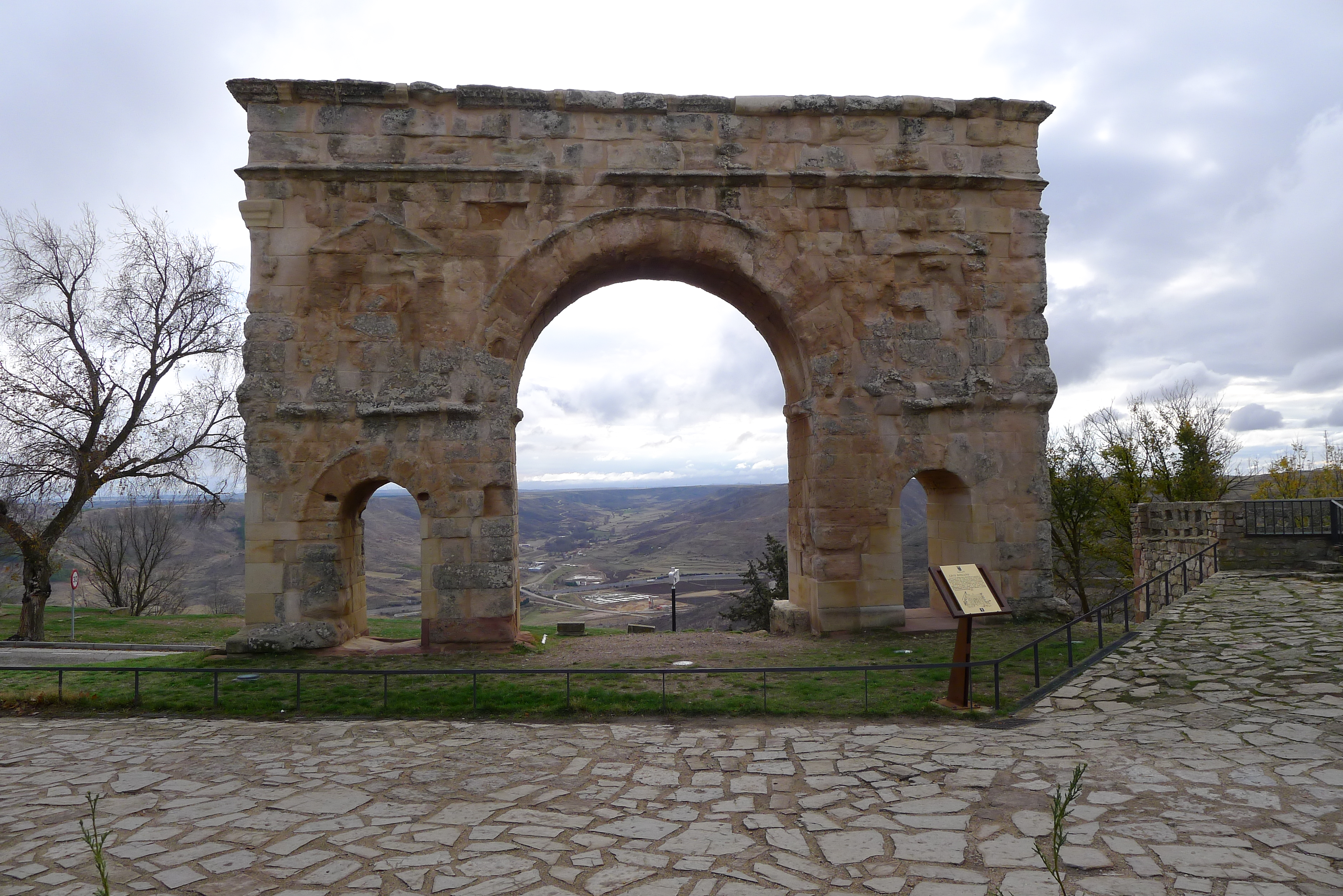
Arco de Medinaceli (?), em Medinaceli, Espanha, do século I, o único arco triunfal romano na Península Ibérica.
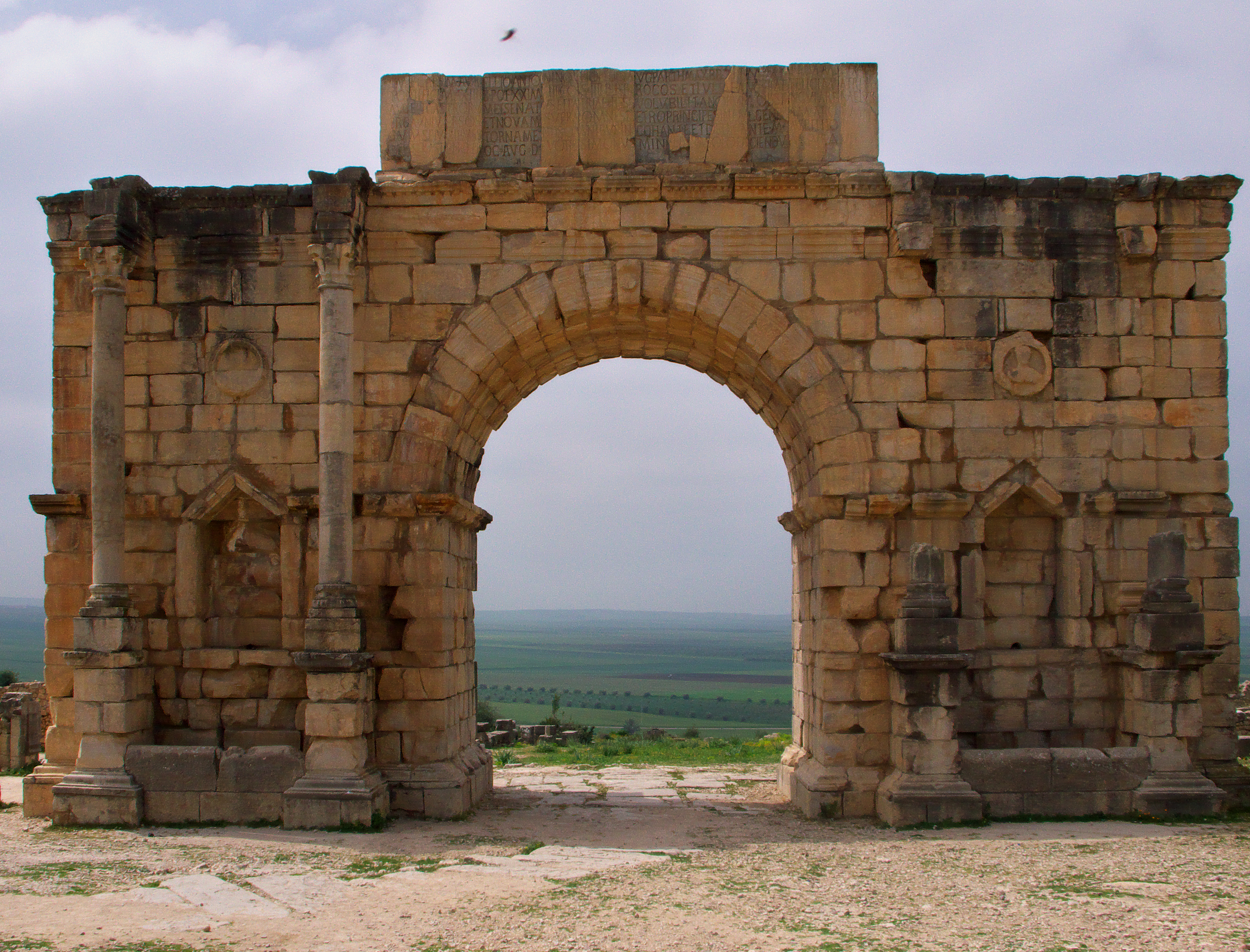
Arco de Caracala (século III), em Volubilis, Marrocos.
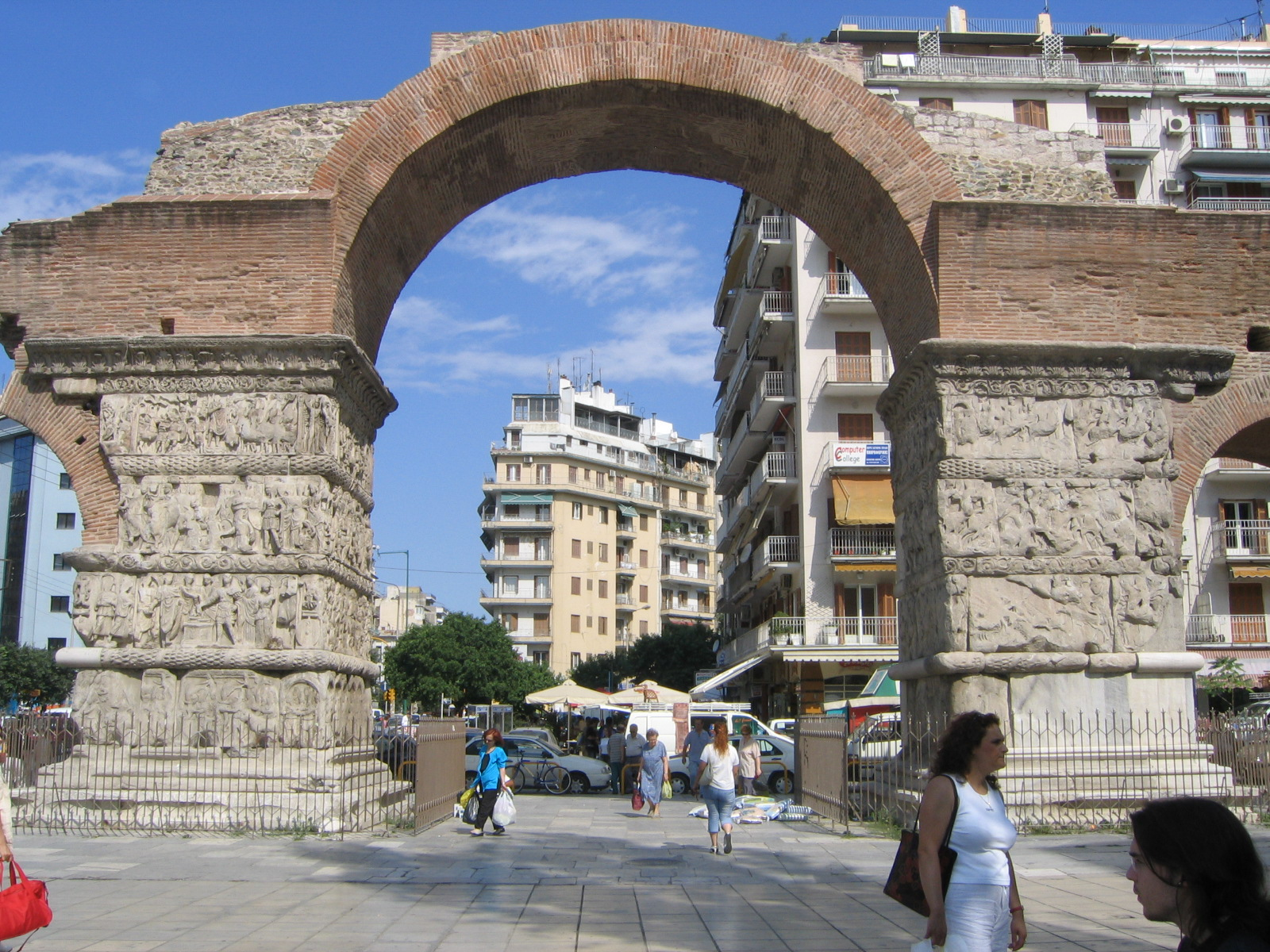
Arco de Galério e Rotunda (298–9), construído entre 298 e 299 e dedicado em 303 em Salonica, na Grécia, para celebrar a vitória do tetrarca Galério sobre os persas sassânidas e captura de Ctesifonte em 298.
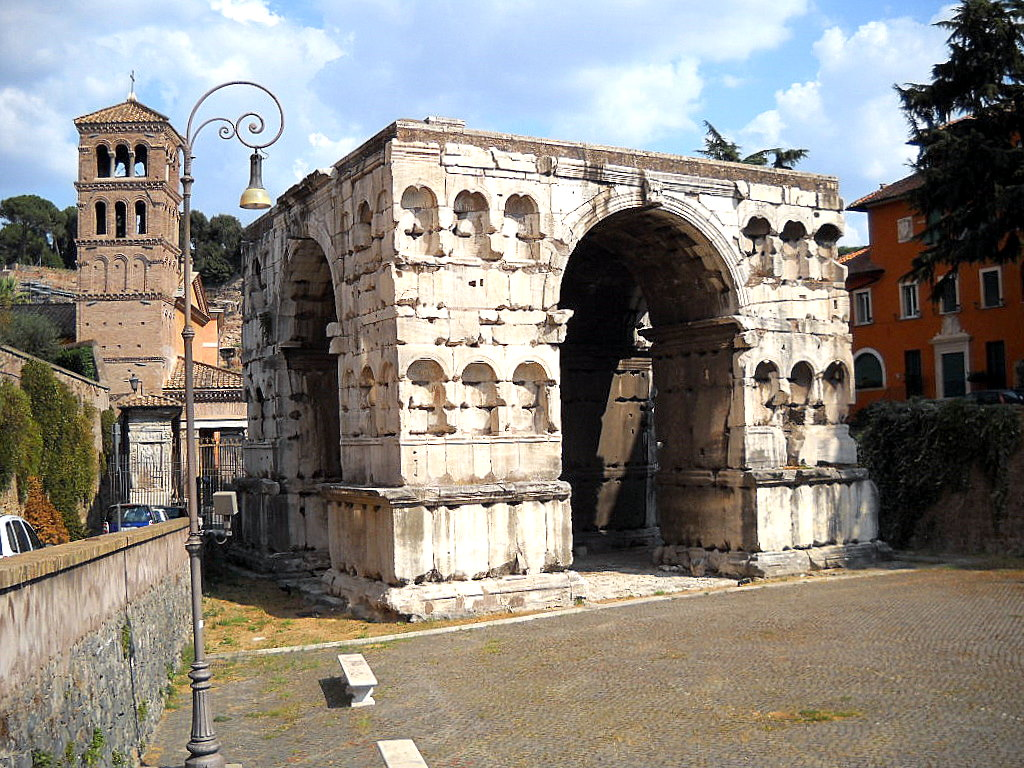
Arco de Jano (século IV), no Fórum Boário de Roma, um arco quadrifonte.

A maior parte dos arcos triunfais romanos foram construídos no período imperial. No século IV, havia 36 deles em Roma, dos quais apenas três sobreviveram — o Arco de Tito (81), o Arco de Sétimo Severo (203–5) e o Arco de Constantino (312). Diversos outros arcos foram construídos por todo o Império Romano. O arco simples era o mais comum, mas muitos arcos triplos foram também construídos, entre os quais o Arco Triunfal de Orange (c. 21) é o mais antigo exemplar sobrevivente. A partir do século II, muitos exemplares do arco quadrifronte (arcus quadrifrons) — um arco triunfal quadrado erigido em cruzamentos, com aberturas arqueadas nas quatro faces — foram construídos, especialmente no norte da África. A construção de arcos em Roma e na Itália diminuiu depois da época de Trajano (r. 98–117), mas continuou popular nas províncias durante os séculos II e III; arcos eram erigidos frequentemente para comemorar visitas imperiais.
Pouco se sabe sobre a opinião dos romanos sobre os arcos triunfais. Plínio, escrevendo no século I, foi o único autor antigo a discuti-los e escreveu que eles tinham como objetivo "elevar acima do mundo ordinário" a imagem da pessoa homenageada, geralmente representada na forma de uma estátua conduzindo uma quadriga. Porém, os projetos para os arcos romanos imperiais — que foram se tornando cada vez mais elaborados com o tempo e evoluíram para uma série de características regulamentares — tinham claramente o objetivo de passar uma série de mensagens para o espectador.
A ornamentação de um arco tinha como objetivo servir como um constante lembrete visual do triunfo e do triunfador. Para isto, havia uma concentração nas imagens factuais em vez das alegóricas. As fachadas eram ornamentadas com colunas de mármore e os pilares e o ático, com cornijas decorativas. Painéis esculpidos retratavam as vitórias e conquistas, os feitos do triunfador, as armas capturadas do inimigo ou a própria procissão triunfal. As enjuntas geralmente retratavam Vitórias aladas e o ático geralmente ostentava a inscrição dedicatória nomeando e louvando o triunfador. Os pilares e o interior das passagens eram também decorados com relevos e estátuas. A abóbada geralmente era decorada com caixotões. Alguns arcos triunfais eram encimados por uma estátua ou um "carro triunfal" (em latim: currus triumphalis), um grupo de estátuas representando o imperador ou general numa quadriga. As inscrições em arcos triunfais romanos eram obras de arte por si sós, com letras finamente esculpidas e frequentemente douradas. A forma de cada letra e o espaço entre elas eram cuidadosamente planejados para clareza e simplicidade máxima, sem nenhum floreio decorativo, enfatizando o gosto romano pelo comedimento e ordem. Esta concepção sobre o que depois tornar-se ia a tipografia ainda é importante atualmente.

Ornamentação
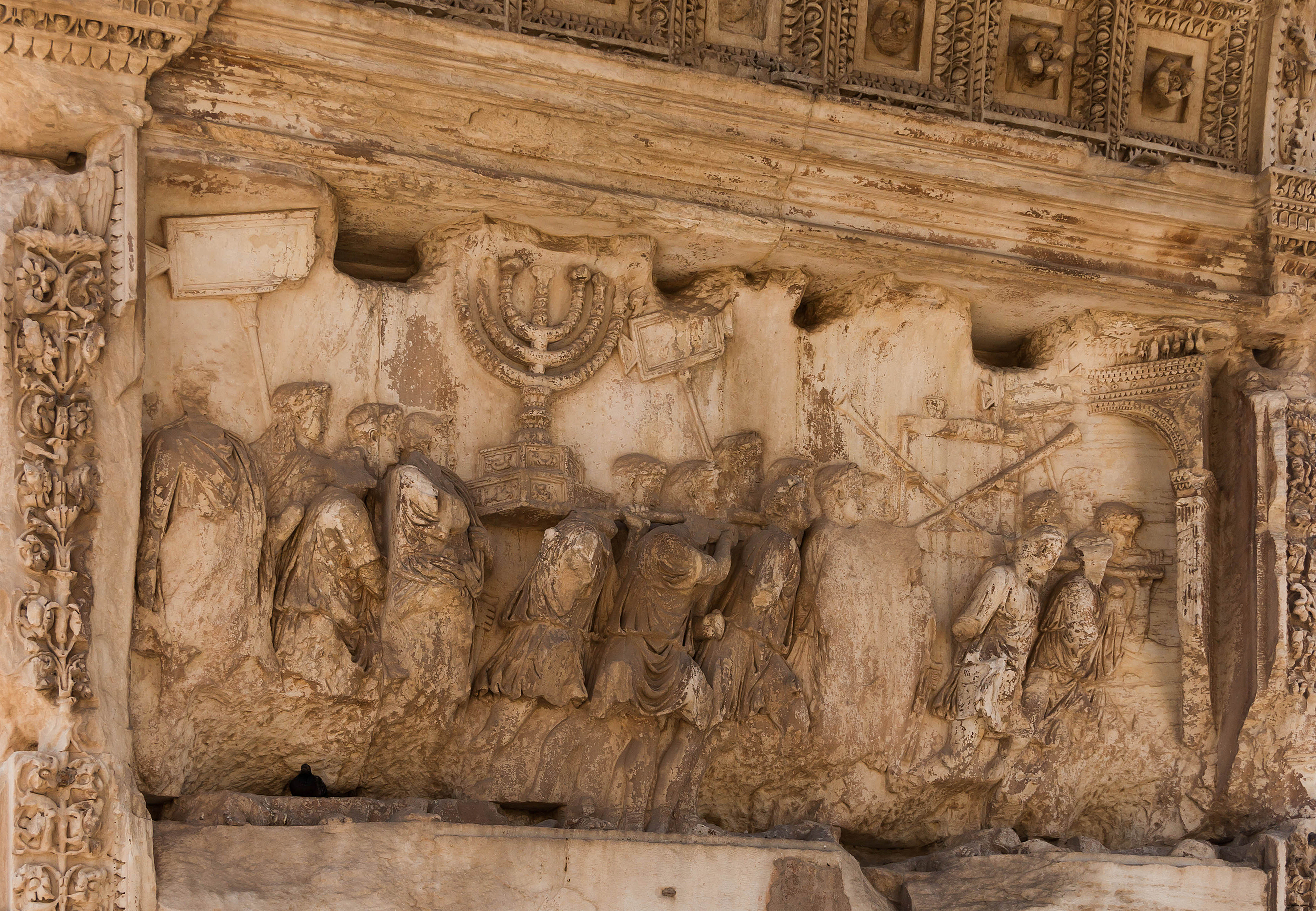
A procissão triunfal de Tito, no Arco de Tito, mostrando o resultado do saque de Jerusalém em 81.
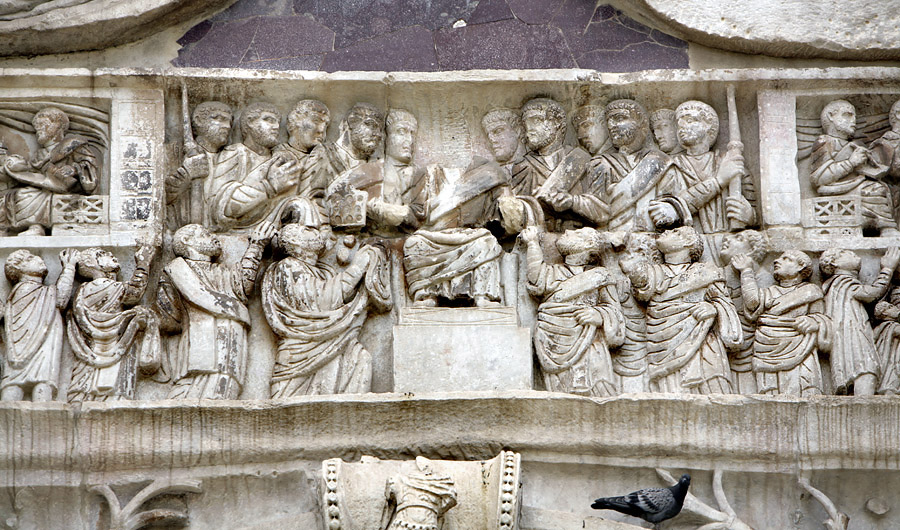
Friso do Arco de Constantino mostrando Constantino I distribuindo presentes para o povo.
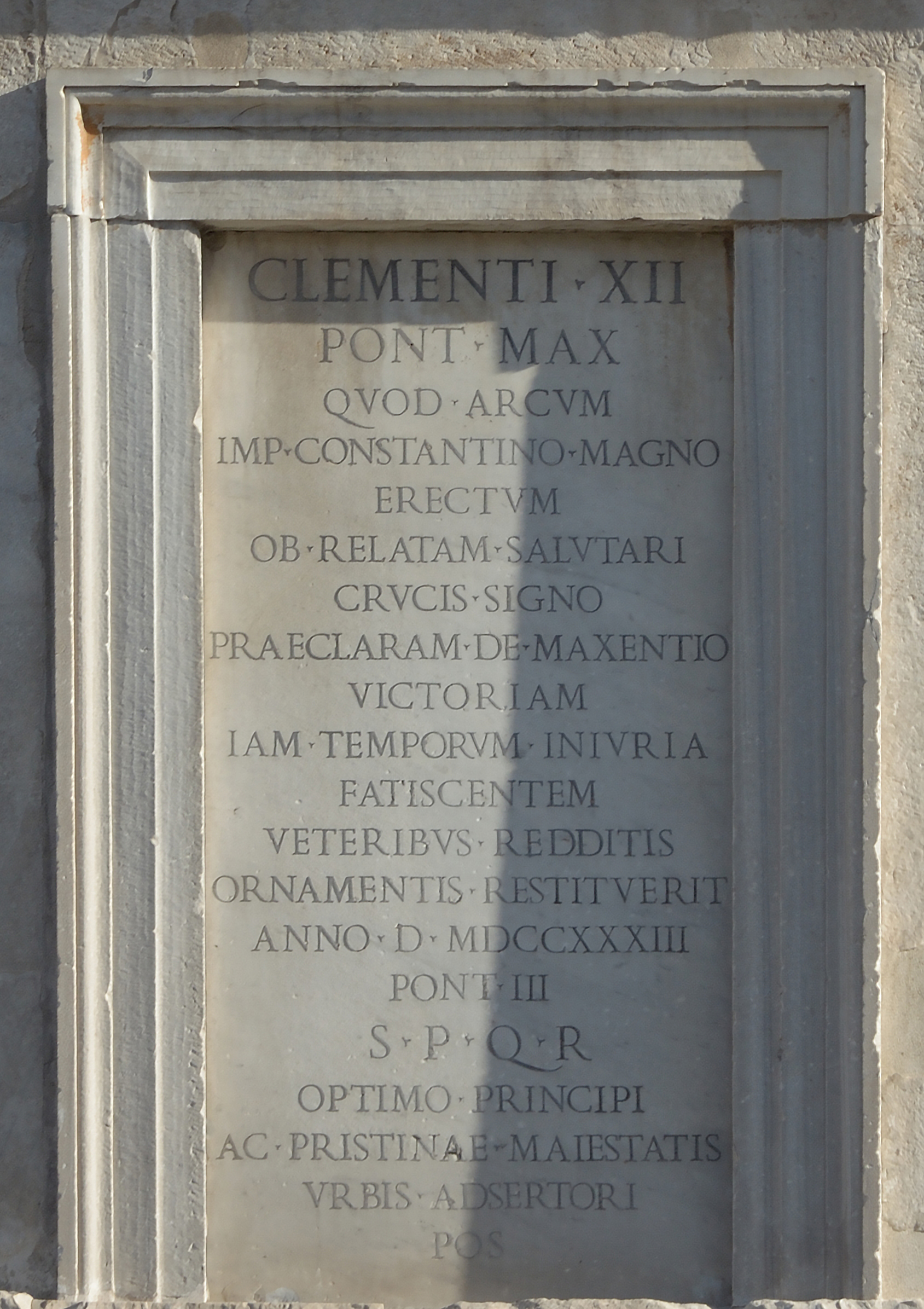
Inscrição do papa Clemente XII no Arco de Constantino.
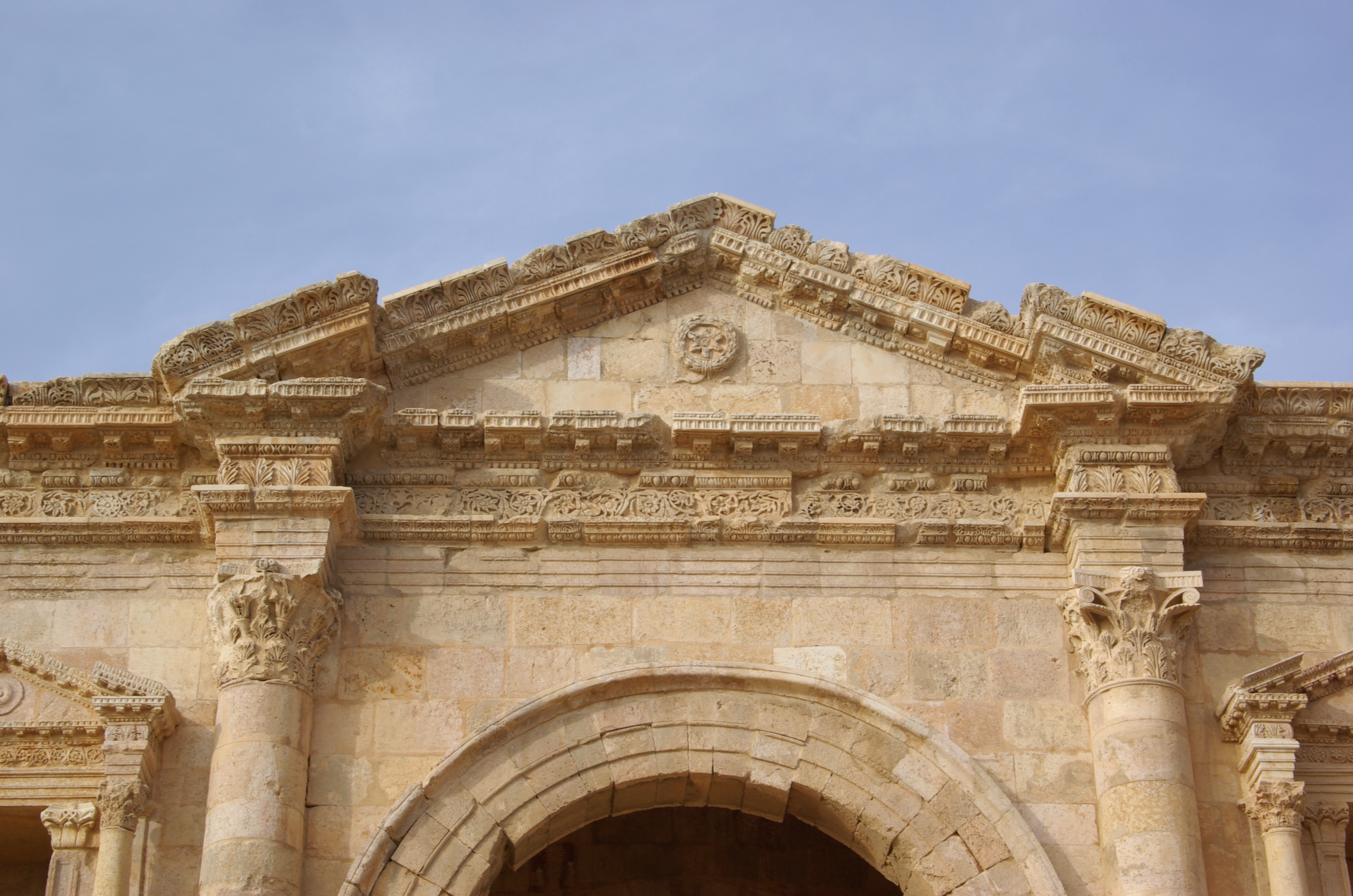
Frontão no Arco de Adriano em Gérasa.
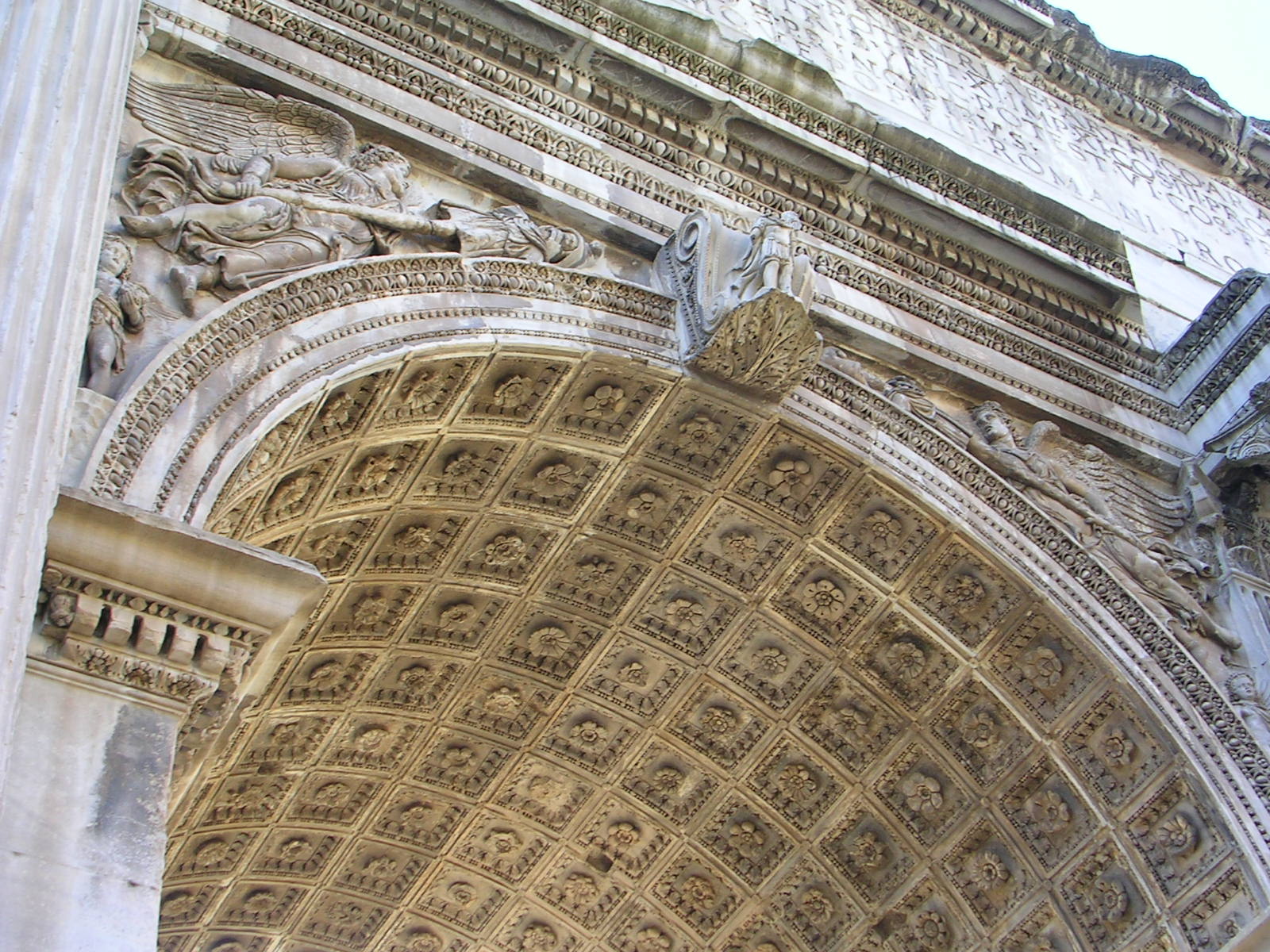
As elaboradas esculturas e a abóbada em caixotões do Arco de Sétimo Severo.
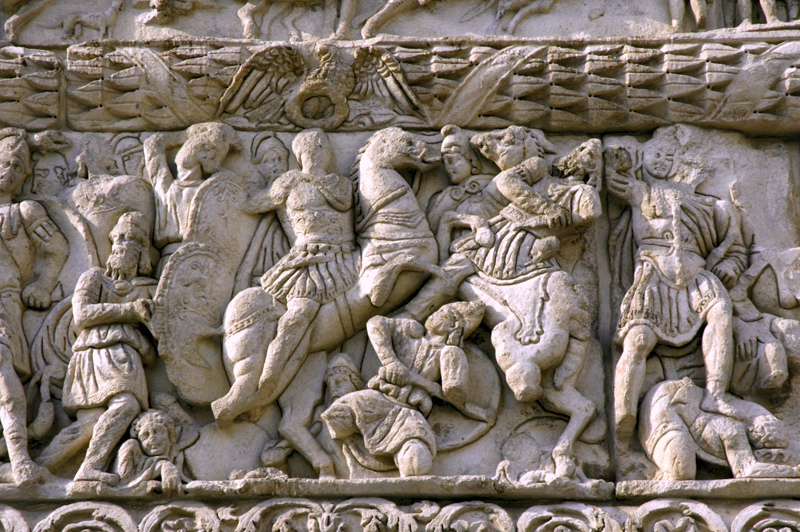
Galério (esq.) ataca Narses (dir.) no Arco de Galério e Rotunda.

### Arcos triunfais pós-romanos
Arcos triunfais romanos continuaram a fascinar muito depois da queda de Roma, servindo como lembrança de um passado de glória e símbolo do poder estatal. Na Abadia de Lorsch, o Torhalle de três arcos foi construído tentando deliberadamente imitar um arco triunfal romano, uma tentativa de transmitir a sensação de continuidade entre o Império Carolíngio e seu predecessor romano. Não foi até a chegada do Renascimento, porém, que os governantes buscaram se associar, de forma sistemática, com o legado romano através da construção de seus próprios arcos triunfais. Um dos primeiros foi o "Arco Aragonês" do Castel Nuovo em Nápoles, erigido por Afonso V de Aragão, em 1443, embora, assim como a posterior Porta Capuana, ele tenha sido construído como parte da entrada para o castelo. NO final do século XVI< o arco triunfal passou a ser intimamente ligado ao teatro da corte, à pompa estatal e às fortificações militares. A razão de ser dos arcos triunfais também se alterou e ele passou a ser incorporado nas fachadas de edifícios públicos, como prefeituras e igrejas.
Arcos triunfais temporários, feitos de ripas e gesso, eram geralmente erigidos para entradas reais. Ao contrário dos arcos individuais dedicados aos conquistadores romanos, governantes renascentistas geralmente construíam uma sequência de arcos através da qual as procissões eram conduzidas. Os arcos definiam o espaço para a movimentação das pessoas e realçavam a importância de locais importantes nos quais mensagens específicas eram transmitidas. Papas recém-eleitos, por exemplo, passavam em procissão pelas ruas de Roma através de arcos triunfais temporários construídos especialmente para a ocasião. O mesmo acontecia em casamentos dinásticos e quando Carlos Emanuel I, duque de Saboia, se casou com a infanta Catarina Micaela da Espanha, em 1585, o casal passou através de arcos temporários que sublinhavam a antiguidade da Casa de Saboia e associavam sua dinastia, através da arte e arquitetura dos arcos, com o passado imperial romano.
Imagens de arcos também ganharam importância. Embora os arcos temporários fossem demolidos logo depois de terem cumprido seu papel, eles eram geralmente preservados em grande detalhe nas gravuras que circulavam por toda a Europa e que sobrevivem muito depois de os próprios arcos terem sido destruídos. A gravura dava ao apreciador a oportunidade de examinas as alegorias e inscrições nos arcos de uma maneira que não era possível durante o evento. Por vezes, os arcos representados sequer existiram como estruturas reais e eram nada mais do que representações imaginárias da propaganda real. Um famoso exemplo é o "Arco de Maximiliano I", de Albrecht Dürer, encomendado pelo imperador Maximiliano I. Uma das maiores gravuras já produzidas, com 3,75 metros de altura e composta de 192 folhas individuais, representa um arco que jamais se pretendeu construir. Foi impressa numa edição de 700 cópias e distribuída para ser colorida e aplicada na muralha das cidades ou nos palácios dos príncipes do império.
Os franceses abriram o caminho da construção de novos arcos triunfais permanentes quando as ambições imperiais da Casa de Bourbon e Napoleão Bonaparte deram início a uma onda de construção de novos arcos. De longe, o mais famoso arco deste período é o Arco do Triunfo (em francês:  Arc de Triomphe), em Paris, construído entre 1806 e 1836, embora seja conscientemente diferente de seus predecessores romanos ao prescindir das típicas colunas ornamentais — uma falta que alterou fundamentalmente o balanceamento do arco e lhe valeu sua característica aparência "pesada no topo". Outros arcos franceses imitaram de forma mais próxima os arcos imperiais romanos; o Arco do Triunfo do Carrossel (Arc de Triomphe du Carrousel), em Paris, por exemplo, foi cuidadosamente modelado no Arco de Sétimo Severo, em Roma.
Arcos triunfais continuaram a ser construídos até a época moderna, geralmente como declarações de poder e auto-engrandecimento de ditadores. Adolf Hitler planejou construir o maior arco triunfal do mundo em Berlim, um edifício que seria muito maior do que qualquer exemplar já construído, com 170 metros de largura, 28 de profundidade e 119 metros de altura — grande o suficiente para conter o Arco do Triunfo de Paris 49 vezes. Segundo o plano, ele seria esculpido com os nomes dos 1,8 milhão de soldados alemães mortos na Primeira Guerra Mundial. Porém, a construção jamais foi iniciada. O ditador norte-coreano Kim Il Sung construiu o maior arco triunfal do mundo em Pyongyang em 1982, cujo objetivo era ser substancialmente maior que o Arco do Triunfo de Paris e foi erigido no mesmo local onde, em 14 de outubro de 1945, Kim Il Sung realizou seu primeiro discurso público ao povo da Coreia do Norte. Ele é decorado por esculturas e relevos representando "o retorno triunfal do vitorioso Grande Líder ao país".
A forma do arco triunfal também foi utilizada para outros fins, notavelmente a construção de arcos memoriais e portões de cidades, como o Portão de Brandemburgo, em Berlim, ou o Arco da Praça Washington, em Nova Iorque, ou simples arcos de boas-vindas, como o Arco do Triunfo de Barcelona (em catalão:  Arc de Triomf), construído como entrada para a área da Feira Mundial de 1888. Embora chamados de arcos triunfais, estes arcos foram construídos para fins muito diferentes — relembrar mortos em guerras ou prover uma entrada para uma cidade e não para celebrar o sucesso de um líder ou general.
Monumentos religiosos em formatos de Arco do Trinfo também existem em diversas partes do mundo. No Brasil, em Sobral, no Ceará existe o Arco de Nossa Senhora de Fátima, construído em 1953.

Arcos pós-romanos
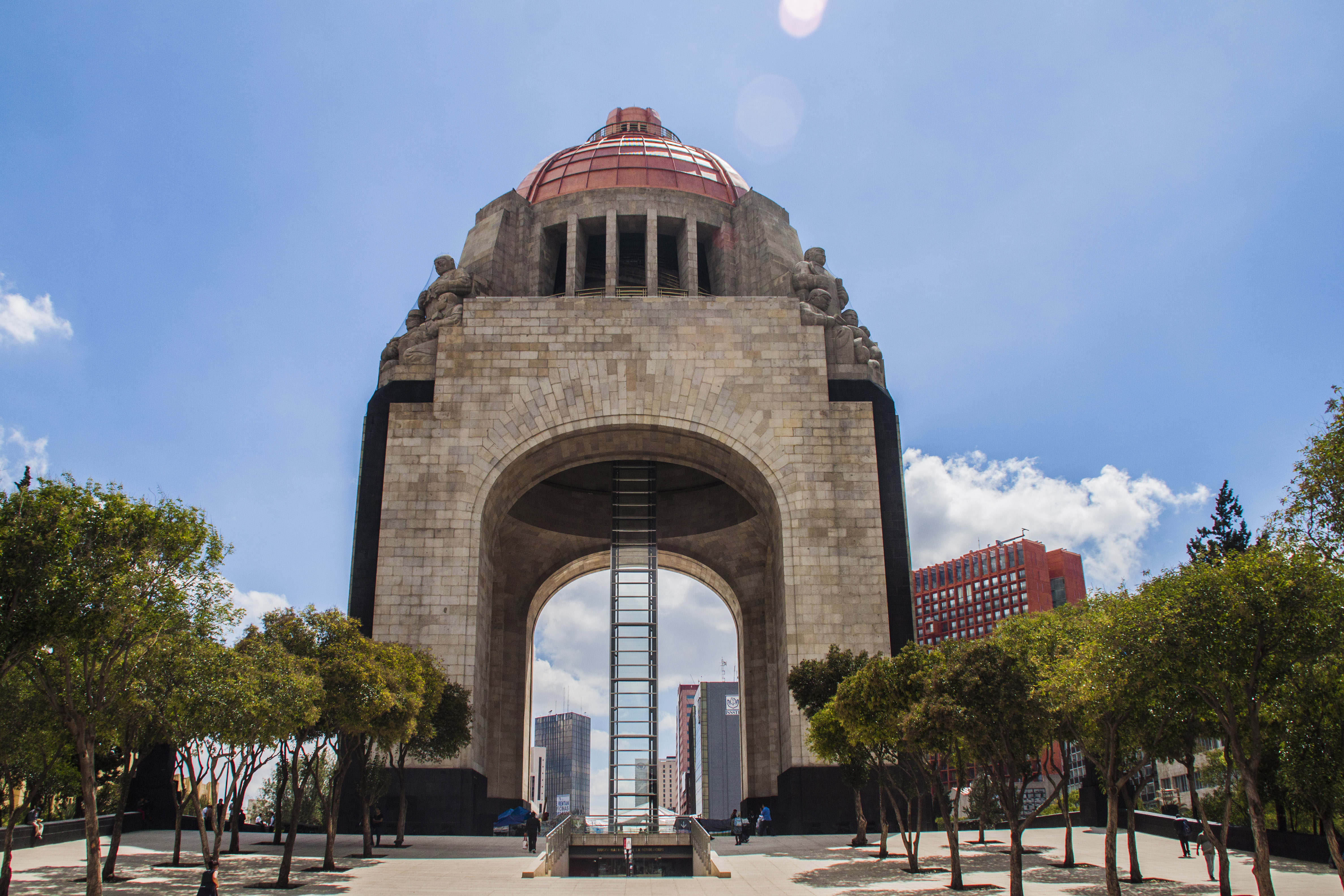
Monumento a la Revolución (1938), na Cidade do México, o mais alto arco triunfal do mundo.
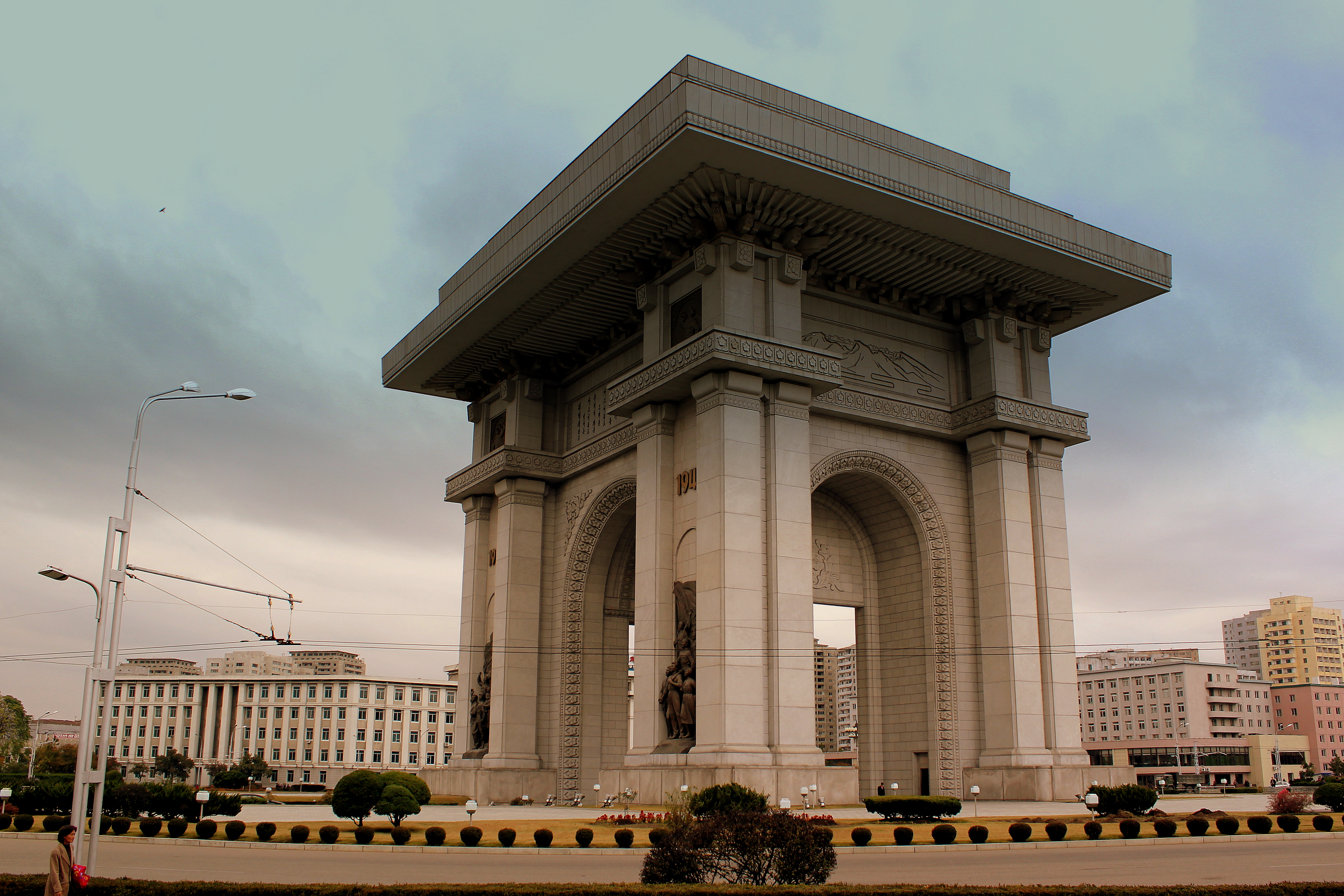
Arco do Triunfo de Pyongyang (1982), o maior e segundo mais alto arco do mundo.
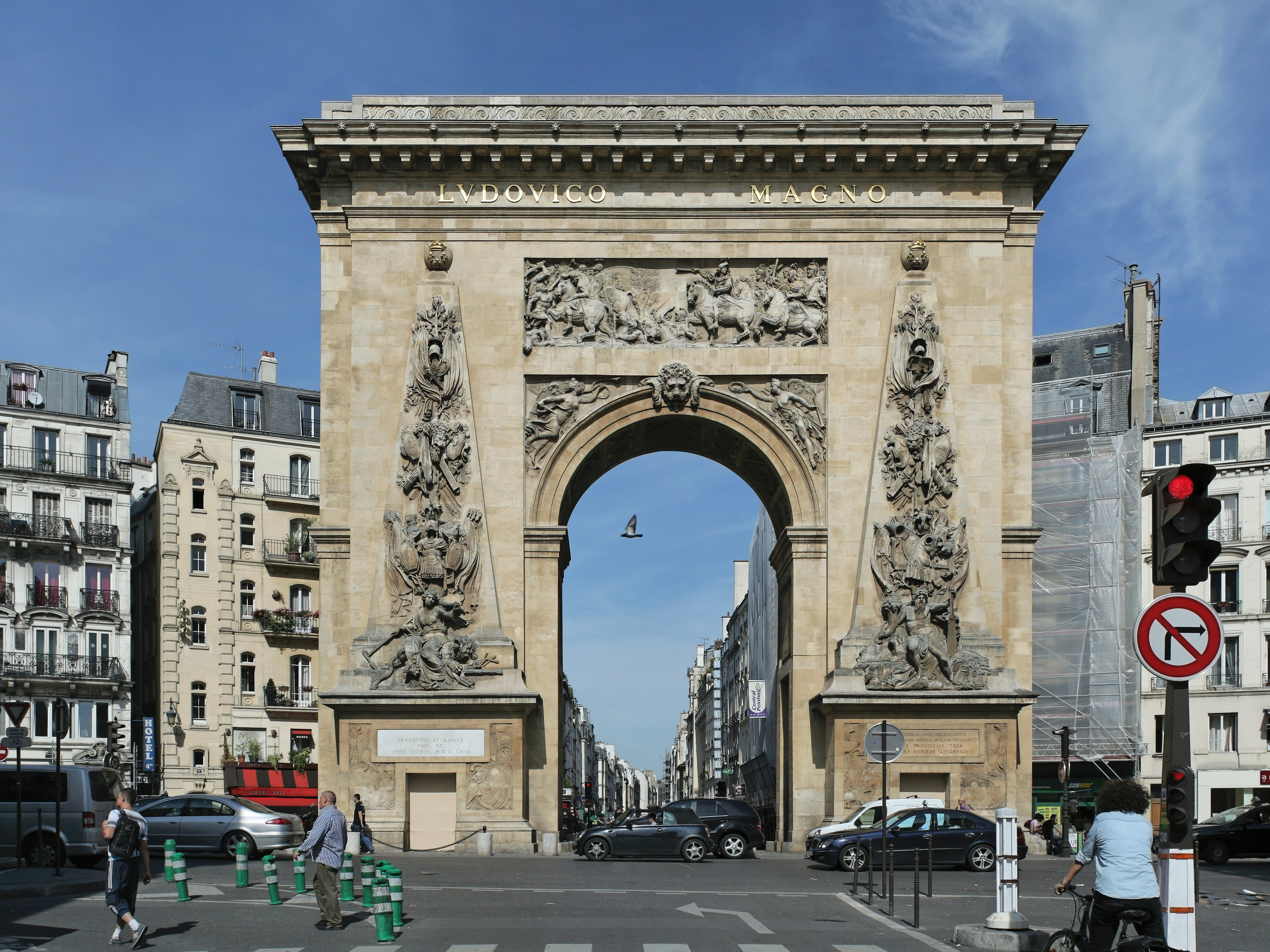
Porte Saint-Denis, Paris, construída para comemorar as vitórias de Luís XIV da França.
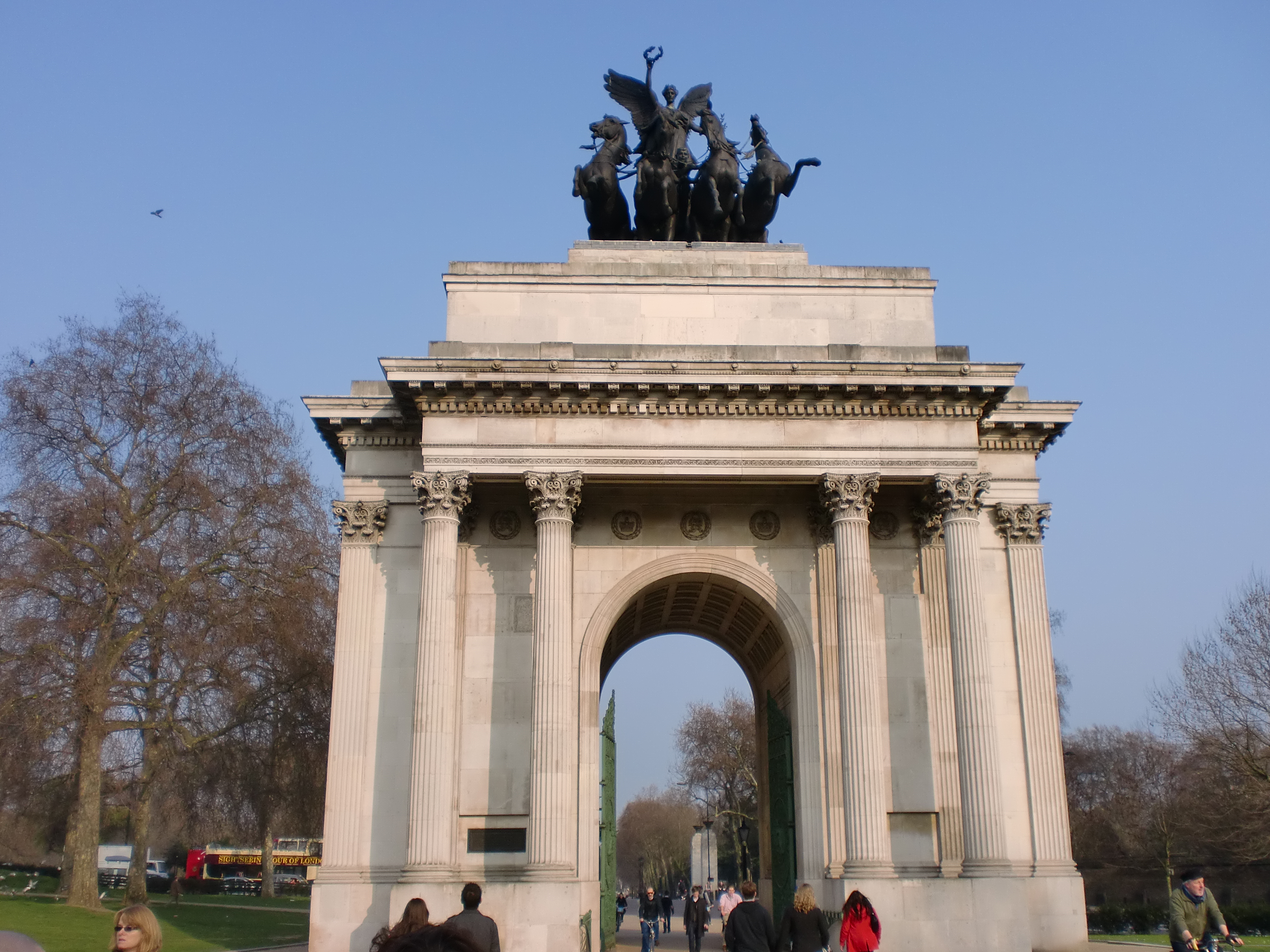
Arco de Wellington, em Londres, construído para comemorar as vitórias britânicas nas Guerras Napoleônicas.
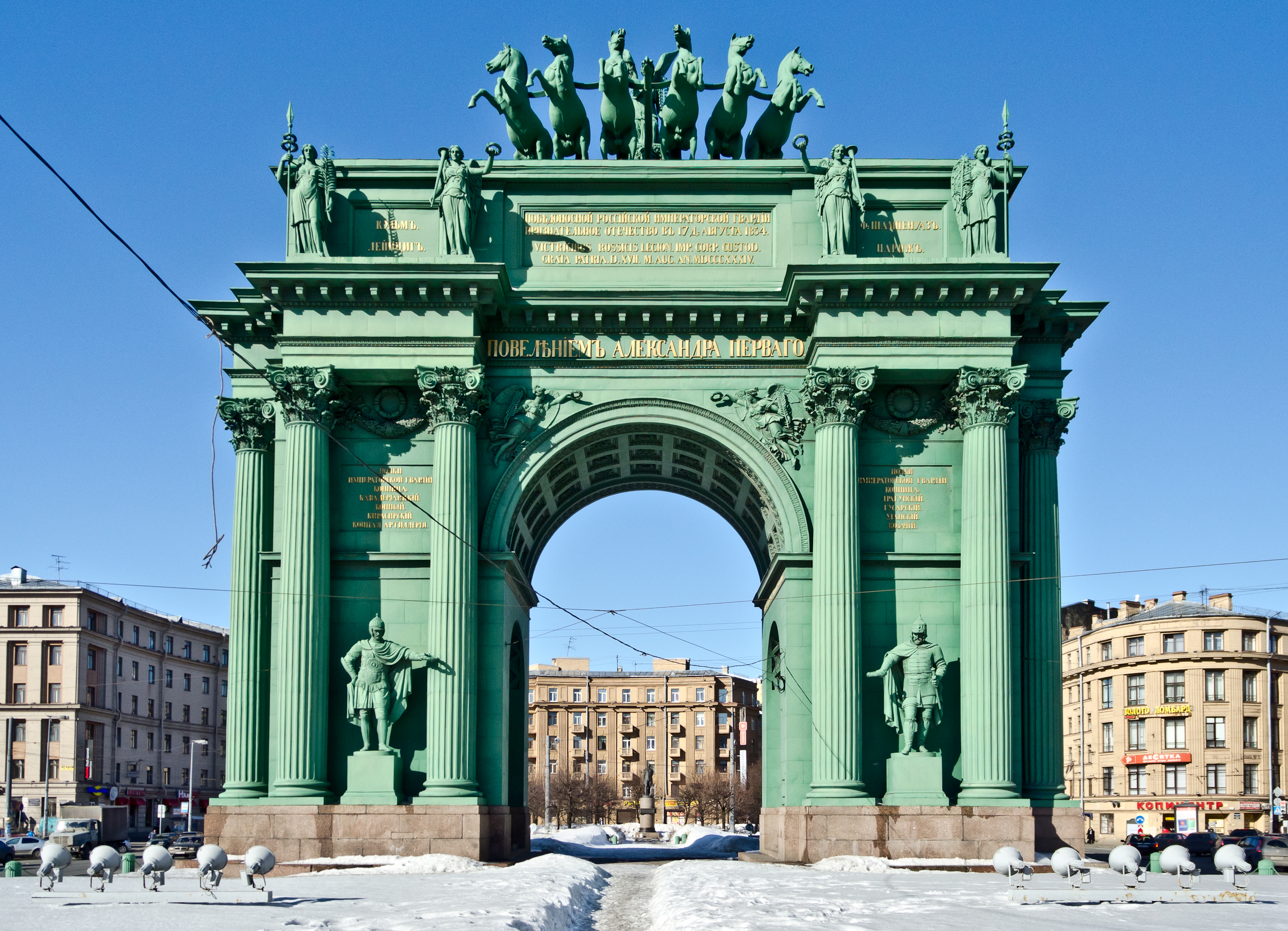
Arco do Triunfo de Narva (1814), em São Petersburgo, para comemorar as vitórias russas nas Guerras Napoleônicas.
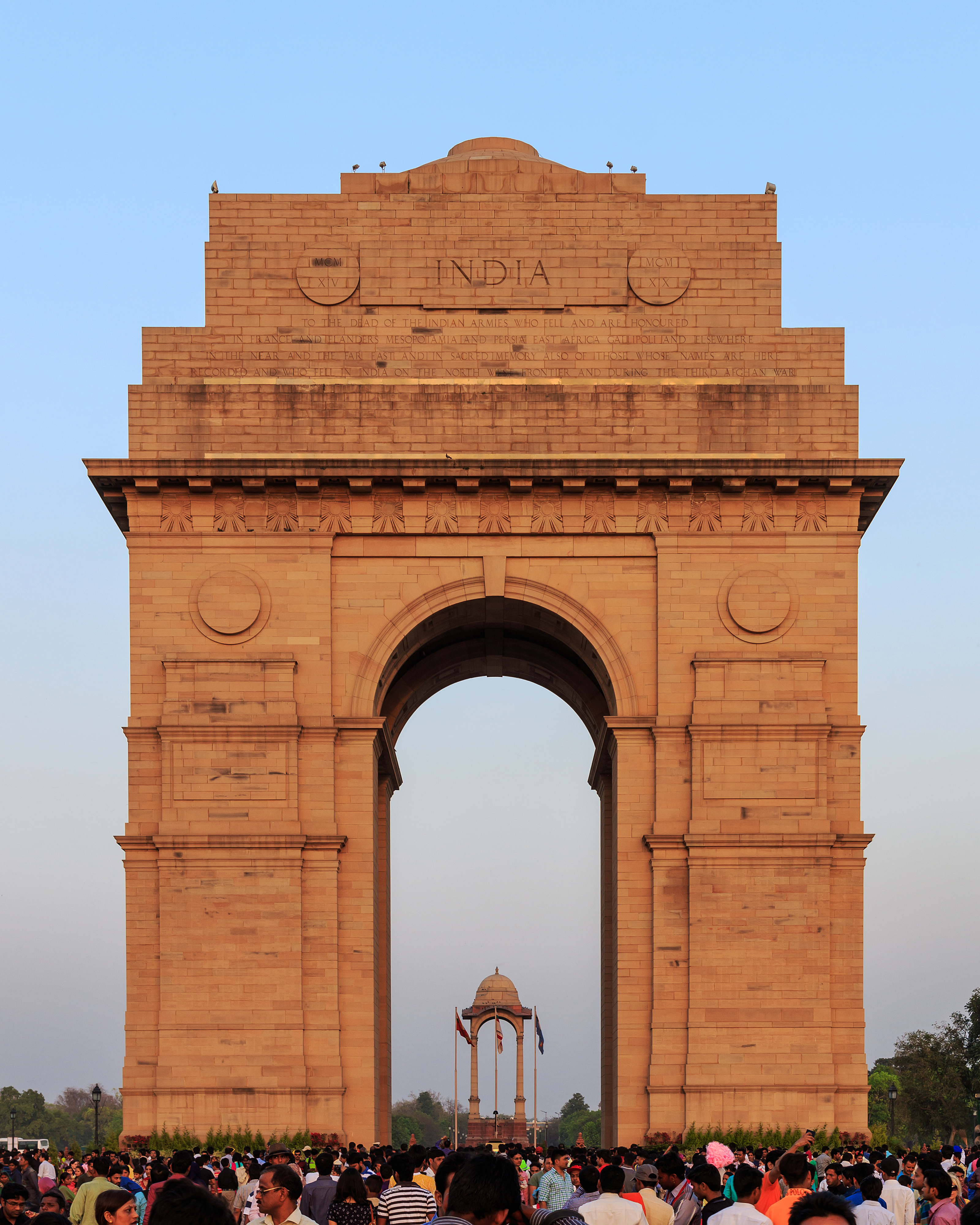
Porta da Índia, em Nova Déli, construído em 1931 para homenagear os soldados indianos mortos em combate.
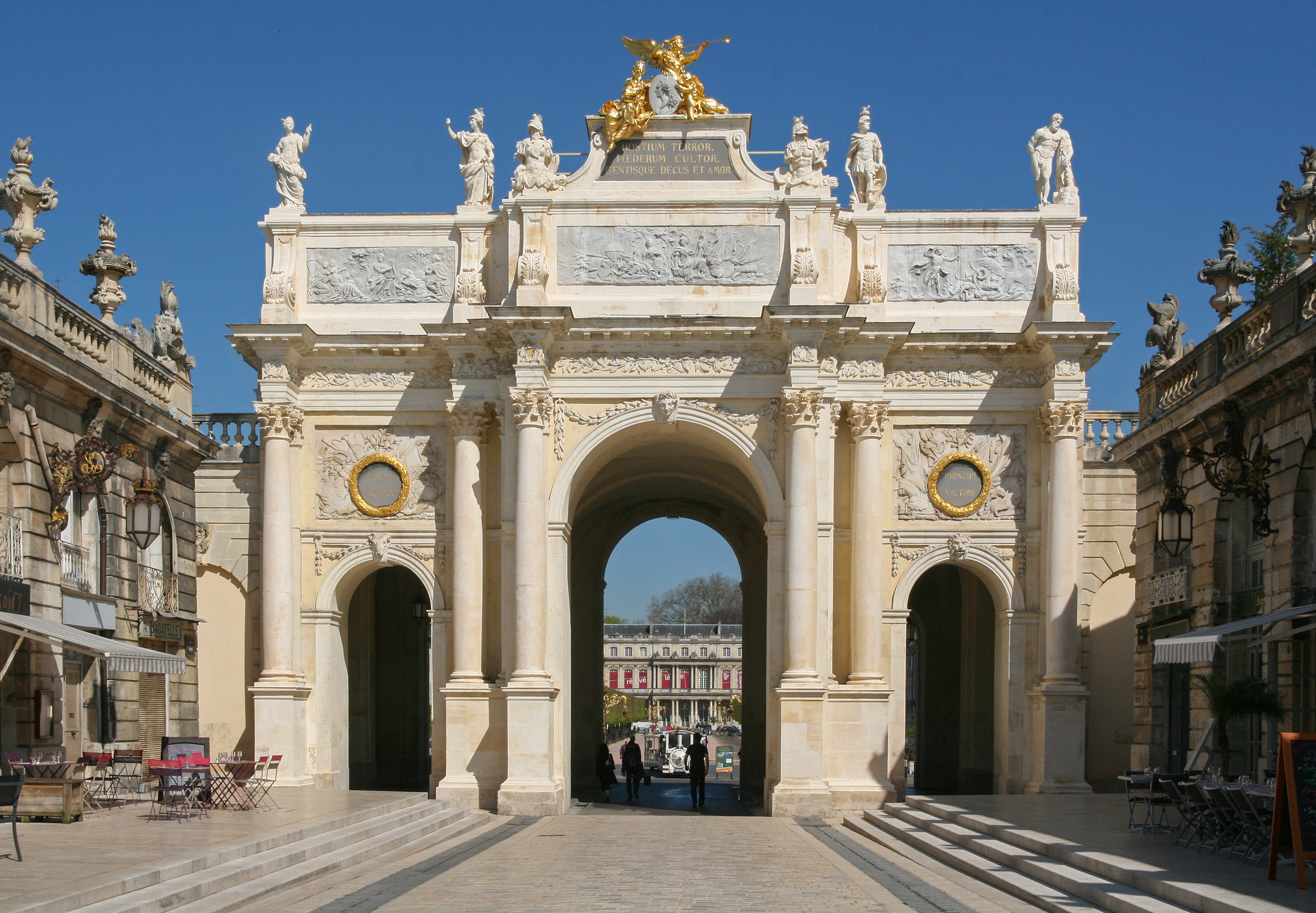
Porte Héré, na Place Stanislas, em Nancy, na França.
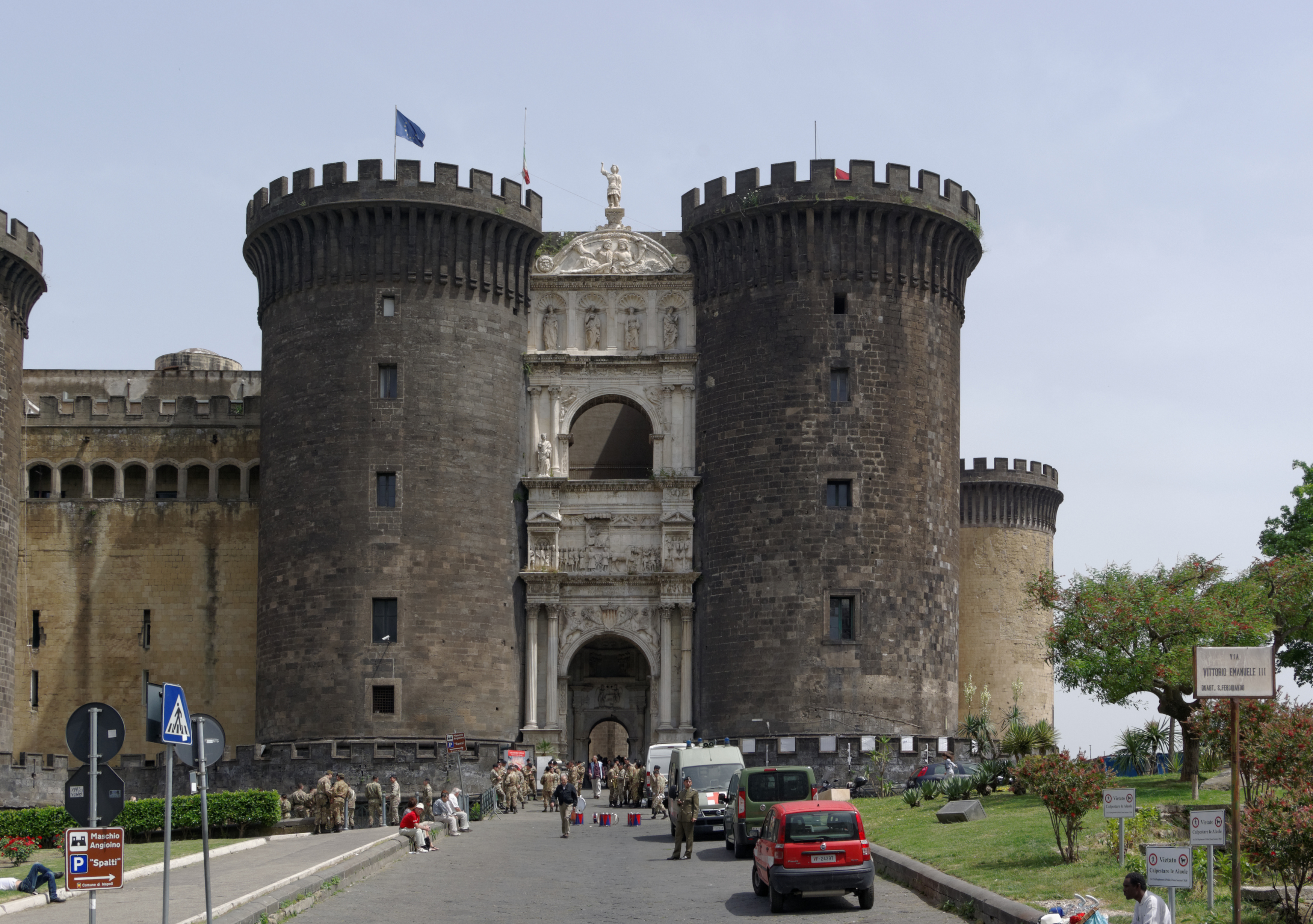
Arco Aragonês, em Nápoles, um monumento renascentista construído para comemorar a entrada real de Afonso de Aragão em Nápoles.
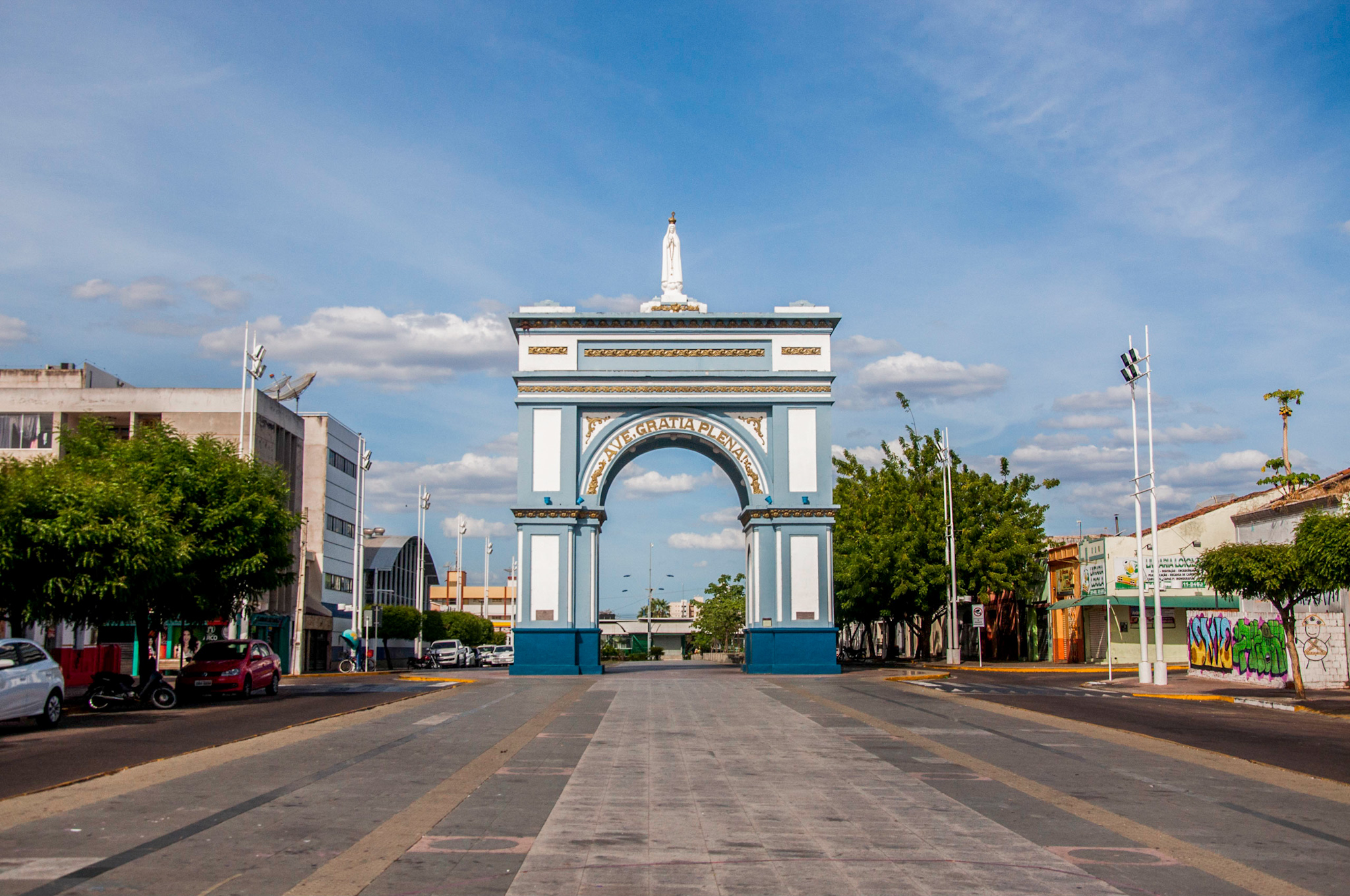
Arco de Nossa Senhora de Fátima também conhecido por Arco do Triunfo de Sobral está localizado em Sobral, no Ceará.